# Војин Божовић
Војин Божовић Шкоба (Цетиње, 1. јануар 1913—Београд, 19. април 1983) био је југословенски фудбалер, фудбалски репрезентативац и фудбалски тренер.

## Каријера
Каријеру је почео у омладинском тиму Будућност Титоград, а каријеру наставио у ФК Југославија. Након тога, Божовић је играо за београдски Обилић. На позив старијег брата Вида играо је и за Мачву Шабац, а након што се вратио у Београд, играо је за поново за ФК Југославија и Анастас Београд. Врхунац каријере имао је у дресу БСК Београда, за који је играо од 1933. до 1941. године и са којим је освојио Првенство Југославије 1935, 1936 и 1939. године. На послератном првенству 1945. године играо је за репрезентацију Црне Горе, а након тога као играч и тренер за Будућност Титоград, од 1946. до 1949. године, када је завршио играчку каријеру.
За фудбалску селекцију Београда одиграо је 11 утакмица, три за  „Б“ тим репрезентације Југославије. За најбољу репрезентацију Југославије играо је на 8 утакмица и постигао 5 голова, од 1936. до 1941. године. Дебитовао је 6. септембра 1936. године у пријатељској утакмици против репрезентације Пољске у Београду, са два постигнута гола. Од националног тима опростио се 23. марта 1941. године у утакмици против селекције Мађарске у Београду, последњој фудбалској утакмици Југославије пред Други светски рат.
Важи за једног од најбољих играча у историји предратног фудбала Црне Горе и за једног од најбољих нападача у југословенском фудбалу до 1941. године. Играо је позицију нападача, био добар извођач слободних удараца и дриблер са јаким шутом.
Након што је завршио играчку каријеру, посветио се тренерској. Од 1946. до 1955. године био је тренер Будућности Титоград, водио је и Раднички Београд (1955—1956), а након тога БСК Београд (1956—1958). Након тога водио је Сарајево (1958—1959) и ОФК Београд (1959—1960). Од 1964. до 1965. године водио је репрезентацију Либије, а тренерску каријеру завршио на клуби либијске Ал Кадисије (1967—1970).